# Nguidjilone
Nguidjilone ist eine Stadt im Département Matam der Region Matam, gelegen im Nordosten des Senegal.

## Geographische Lage
Nguidjilone liegt im Nordosten des Départements Matam am linken westlichen Ufer des Senegal, der hier die Grenze zu Mauretanien bildet. Die Erreichbarkeit von Nguidjilone auf dem Landweg ist durch die Lage auf der Insel erschwert, die durch den Senegal und den Senegal-Seitenarm Diamel gebildet wird. Die Insel ist Teil einer hier bis zu 15 Kilometer breiten Schwemmlandebene, die je nach Jahreszeit mehr oder weniger von unwegsamen Feuchtgebieten durchzogen ist sowie von Wasserläufen, die streckenweise ein Netz unübersichtlicher Verzweigungen bilden.
Nguidjilone liegt 460 Kilometer nordöstlich von Dakar und 34 Kilometer nördlich der Regionalpräfektur Matam.

## Geschichte
Bis 2011 war das Dorf Nguidjilone Teil der Communauté rurale Bokidiawe. Da der Hauptort in der Praxis für die Bevölkerung viel zu weit weg lag, wurde im Jahr 2011 die Commune (Stadt) Nguidjilone gegründet. Damit verbunden war die Ausgliederung des Stadtgebietes aus dem Gebiet der Landgemeinde. Das Stadtgebiet umfasst die Dörfer Nguidjilone Lodhiou, Nguidjilone Vélingara, Nguidjilone Somma, Ali Ouri sowie den Weiler Kédéla. Nguidjilone wurde als Hauptort der Commune bestimmt.

## Bevölkerung
Nach den letzten Volkszählungen hat sich die Einwohnerzahl der Stadt wie folgt entwickelt:
| Jahr | Einwohner |
| ---- | --------- |
| 1988 | ...       |
| 2002 | 7.824     |
| 2013 | 10.444    |

## Verkehr
Nguidjilone liegt abseits des Netzes der Nationalstraßen. Eine 27 Kilometer lange asphaltierte Piste, die unterwegs mit einer 120 Meter langen Straßenbrücke den Diamel überquert, führt von Nguidjilone zur N 2, mündet auf halbem Weg zwischen Thilogne (50 km entfernt) und Ourossogui (52 km entfernt) in diese ein und verbindet so die Stadt mit dem Rest des Landes. Über die Regionalstraße R 42 ist die Regionalpräfektur Matam von Nguidjilone aus in 42 km zu erreichen. Diese Straße verlässt die Insel erst kurz vor Matam mit einer 230 Meter langen Brücke über den Diamel.
Über die N2 ist Nguidjilone mit dem 54 km entfernt gelegenen Flugplatz Matam und mit dem nationalen Luftverkehrsnetz verbunden.